# Rheumaptera medioalba
Rheumaptera medioalba là một loài bướm đêm trong họ Geometridae.